# Теория жидомасонского заговора
«Жидомасо́нский заговор» («иуде́о-масо́нский заговор») — антисемитская и антимасонская теория заговора, политический миф, утверждающий существование тайной коалиции еврейства (или иудаизма) и масонства, целью которой является установление мирового господства. В конспирологии образ «франкмасона» неотделим от образа «еврея». «Разоблачаемый» заговор всегда представлен как «иудео-масонский». Масонство может изображаться в качестве «еврейского» творения (интерпретация, которая преобладает в литературе, опирающейся на фальшивый антисемитский документ «Протоколы сионских мудрецов») или как второстепенная и негативная сила, подчинённая еврейству.
Теория восходит к христианскому тропу лат. peccatum Iudaeorum — «греха иудеев», который под влиянием расового поворота и антиглобалистской конспирологии постепенно трансформировался в «еврейский (жидомасонский) заговор».
Теория иудео-масонского заговора имела политический смысл в контрреволюционной среде в качестве «объяснения» Великой французской революции «скрытыми причинами», которое включало осуждение якобинства как «чудовищного плода» идей Просвещения, сведённых к завуалированному выражению мысли об «антихристианском заговоре». Революция 1905 года приписывалась союзу масонов с евреями. Сторонниками теории заговора как результат «жидомасонского заговора» часто рассматривается Октябрьская революция.
Идеи о существовании такого заговора были распространены в разных странах, в том числе во Франции времён Третьей республики, дореволюционной России и в русской эмиграции, в нацистской Германии и франкистской Испании.
Данная теория существует и в настоящее время, хотя в Европе и Америке после Второй мировой войны подобные взгляды в целом ушли из публичной политики и широкого общественного обсуждения. При этом теории традиционно придерживаются сторонники неонацизма.

## Содержание

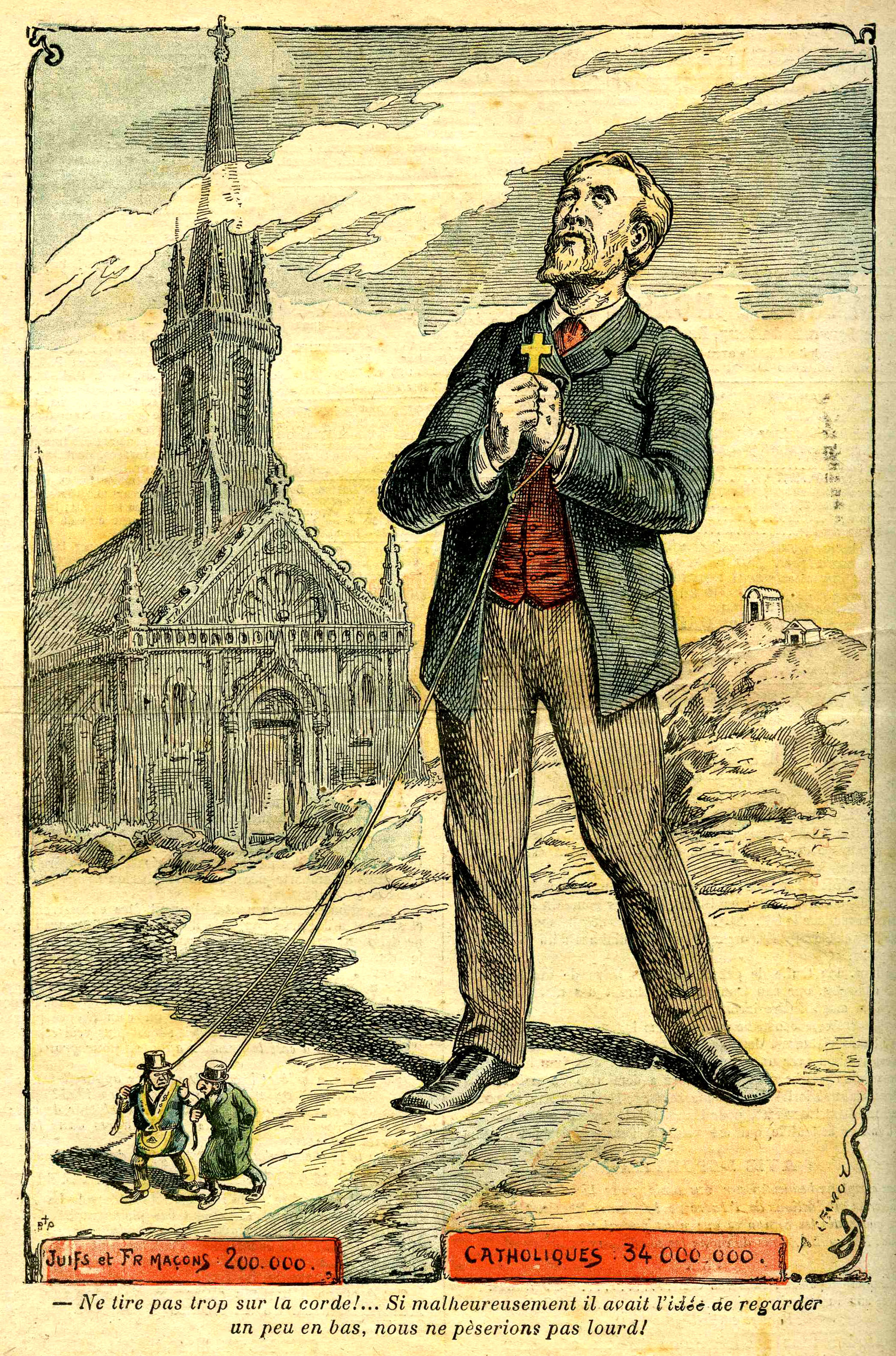
Ашиль Лемо. «Не тяни сильно за верёвку! Если он вдруг посмотрит под ноги, нам придётся нелегко!». Католическая Франция (34 миллиона) на поводу у еврея и масона (200 тысяч). Карикатура из правого журнала «Le pélerin», 1902

Общим местом антиеврейской и антимасонской риторики является обличение «мирового суперправительства» или «мондиализма», включая обвинения Ротшильдов, Международного валютного фонда, Лиги Наций, ООН. Все наднациональные или интернациональные организации понимаются как орудия «мондиалистского» разрушения государств-наций и закабаления народов. К числу важнейших свойств «оккультной иудео-масонской власти» причисляются «мондиализм», «манипуляции» с информацией, денежным обращением и т. д., «владычество» над народами, государствами и т. д.. Во всех вариантах литературы о заговорах, посвящённой разоблачению еврейских или иудео-масонских тайных сил, присутствует тема полного подчинения прессы и издательского дела еврейской или иудео-масонской финансовой верхушке.
Сторонники теории считают, что целью «жидомасонов» является подрыв устоев христианской цивилизации (включая православную Россию) и создание организации, которая способна править миром, заменив суверенные государства и правительства. Конспирологи могут понимать иудео-масонство как «контр-Церковь», в результате этого отождествлять его с Сатаной, или с Антихристом, включая антисемитизм в фантастическое, где все страшное и опасное видится как возможное, располагая его в демонологическо-политической сфере, где любые антиеврейские формулировки считаются проверенными по определению и неопровержимыми в принципе.
«Иудео-масонская опасность» может переинтерпретироваться как «иудео-капиталистический заговор», «сионистский заговор» или «иудео-большевистский заговор». Твердое ядро мифа о еврейском, или иудео-масонском, заговоре полностью или частично, само по себе (цитирование «Протоколов») или в отдельных своих элементах, в чистом виде или в соединении с другими идеями (например, с «антиимпериализмом») присутствует в двух типах нарративов — коммунистическом и антикоммунистическом.
«Католический» конспирационизм, например, у Исидора Бертрана, включает представление о непримиримом конфликте Церкви и Синагоги, усиленное идеей смертельной битвы христианской цивилизации с миром современности, который «иудаизировался», «объевреился», по своей сущности иудео-масонским. Конспирационистское видение истории представляет манихейскую картину столкновения сил, в которой евреи и их сателлиты (масоны, протестанты и т. д.) сатанизируются, понимаются в качестве инстанций, монополизирующих силу ненависти и разрушения.
С «еврейским» или «иудео-масонским заговором» часто связывается «тайна беззакония», одна из основных идей православной политической эсхатологии со времени Сергея Нилуса, включая православных государственников и националистов. Понятие восходит фразе апостола Павла и используется для трактовки мировой истории и текущей политической или геополитической ситуации.

## История
«Масонский заговор» вскоре после своего появления трансформировался в «иудеомасонский заговор». Обилие иудейской (включая ветхозаветную) символики, используемой в масонских ритуалах, интерес масонов к каббалистической литературе и прославление ими Сиона стали основанием полагать, что существует связь между масонами и евреями.
Идея свести к «иудейской секте» все прочие «гнусные секты, расчищающие путь Антихристу», была набросана в «письме капитана Жана-Батиста Симонини», которое было якобы получено от него французским аббатом Огюстеном Баррюэлем в 1806 году. Предположительно, это была фальшивка и одна из первых версий мифа иудео-масонского заговора. Эта идея распространялась во второй половине XIX века посредством большого числа памфлетов, которые имели более или менее учёный вид.
Политический миф теории «иудеомасонского заговора» был сконструирован преимущественно католическими авторами (такими как Роже Гужено де Муссо, аббат Шаботи, монсеньор Лео Мёрен), традиционалистскими контрреволюционными журналами (Le Contemperain), ватиканской прессой (Civilta cattolica, основанная в 1850 году, официозное издание Римской католической церкви; Osservatore romano, её официальный орган), которой следовала другая пресса, нередко принимавшая форму памфлетов (во Франции — газета La Croix). Ко времени, когда Эдуард Дрюмон опубликовал книгу «Еврейская Франция» (1886) идея «иудео-масонского заговора» стала предметом верования, вначале во Франции, Германии, Австро-Венгерии и Италии, но также в России и в целом в православном культурном пространстве, где растёт число публикаций, направленных на «защиту христианства» от евреев, рассматриваемых как подрывные элементы, и франкмасонов. Широкому распространению идеи об «иудео-масонской опасности» также способствовала иезуитская пропаганда.
Николаю I неоднократно приносили доносы на масонов. В одном из доносов императору Михаил Магницкий впервые употребил термин «жидомасоны». Он, в частности, писал, что Россия «страшна [масонам] силою физическою, духом <…> истинной и несокрушимой религией, преданностью к <…> самодержцам, искреннею, сердечною, святою, потому что она основана на вере, на чувстве, на тысячелетнем предании любви народной». По мнению историка С. Ю. Дудакова, письма Магницкого стали одним из важнейших документов, повлиявших на фабрикацию на рубеже XIX—XX веков известной фальшивки, обвинявшей евреев в планах мирового господства — «Протоколов сионских мудрецов». Главная цель фальсификаторов «Протоколов» из охранного отделения заключалась в том, чтобы опорочить любую попытку «либеральной» модернизации Российской империи, представив такую попытку в качестве «еврейской» или «иудео-масонской».
Существенную роль в складывании в Европе антииудео-масонского мифа сыграла работа Эдуарда Эмиля Эккерта Der Freimaurer-Orden in seiner wahren Bedeuting (Дрезден, 1852), при помощи которого уже в середине 1850-х годов были посеяны «первые семена враждебности к евреям и франкмасонам во Франции».
С теорией «жидомасонского заговора» связана политическая борьба во Франции вокруг дела Дрейфуса (1894—1906). На распространение теории повлияли такие факторы, как рост и интернационализация капиталов ряда еврейских банкирских и промышленных династий (Ротшильдов и других) в XIX веке и приписываемая значительному числу французских, американских, а затем и российских политиков конца XIX — начала XX веков принадлежность к масонским ложам.
Вплоть до конца XIX века русские богословы обычно рассматривали эсхатологические темы в традиционном ключе, следуя за отцами Церкви, но в начале XX века в эсхатологические концепции были включены идеи о роли России в мире, врагах России и её будущем, которое связано с судьбой православия. С конца XIX века рост революционных настроений, а также участие евреев в русском освободительном движении, стали поводом распространения идеи «жидомасонского заговора». Основным источником этих взглядов являлась французская антимасонская кампания, проходившая во второй половине XIX века. Русские конспирологи заимствовали из неё язык обсуждения и концептуальные инструменты. Эти идеи наложилось на эсхатологические представления, имевшие место в среде русских богословов, о русском царе как «удерживающим» мир от пришествия антихриста. Не умея и не стремясь объяснить революционные движения и мировой кризис христианства реальными политическими, экономическими и социальными причинами, некоторые клирики находили объяснения в конкретных толкованиях предания и «Апокалипсиса», разрабатывая представление, что воинство антихриста состоит из евреев и масонов.
Главной фигурой, связавшей апокалиптику с новыми антиеврейскими фобиями стал мистик Сергей Нилус, соединивший образ антихриста-иудея с идеей всемирного «жидомасонского заговора». Нилус использовал построения Владимира Соловьёва, только переставив акценты, что произошло в рамках корневого сходства юдофилии и юдофобии. Сионские мудрецы в изданных Нилусом «Протоколов» являются как грядущим воинством антихриста, так и мировым правительством. Нилус опирался на западную традицию: когда в конце XIX века во Франции проявляли активность антимасонские центры, публицисты заявляли о «жидомасонской угрозе».
Получив известную подделку «Протоколы сионских мудрецов», он заявил (1917), что «тайна беззакония» окончательно раскрыта; по его словам, она связана с подрывной деятельностью «масоно-еврейских кругов». По Нилусу речь шла о «плане завоевания евреями мира, выработанном веками в рассеянии»; этот план Теодор Герцль докладывал «совету старейшин» в дни Первого сионистского конгресса в Базеле в 1897 году. Следуя за французскими католическими авторами, Нилус утверждал, что в своём стремлении к «захвату мира» Израиль руководит масонством. Этот план разработал ещё царь Соломон со своими мудрецами. Евреи столетиями следовали его заветам, поддерживая обособленность и одновременно проводя подрывную деятельность против всех государств, начиная от античных Греции и Рима и вплоть до нынешней России. По Нилусу, идеальным политическим устройством для евреев является республика, где нет места для свободы личности, но господствует мнение толпы. Опираясь на деньги и сервильную прессу, в условиях демократического устройства евреи осуществляют захват власти во всех странах. Считая евреев заклятыми врагами христианства, он писал о наступлении «торжества вождей талмудистского Израиля над отступившим от Христа миром». Знаками близости конца света он называл появление раввина-чудотворца под Черновцами, ослабление черты оседлости, подготовку Государственной думой проекта закона о равноправии евреев, готовность союзников передать евреям Палестину, рост популярности эзотерики. Европа, по его мнению, была уже захвачена «масонами и евреями», а последний оплот «светлых сил» был в Святой Руси Православной, что вызывало ярость у «врагов Христовых» и их стремление покончить с Россией. В 1917 году после отречения царя Нилус заявил, что «удерживающий взят от православной среды», а, следовательно, воспрепятствовать антихристу больше некому. Он писал о наступлении «торжества вождей талмудистского Израиля над отступившим от Христа миром».
После революции 1905 года и особенно в 1909—1910 годах, в период, когда в России после долгого перерыва снова возникли масонские ложи, началась антимасонская кампания, запущенная ультраконсерваторами в прессе. Её участники не имели надёжных данных о российских масонах и ссылались на французских авторов. Как и Нилус они прямо увязывали масонов с евреями или иудеями, в частности утверждая, что масонство организовано евреями с целью достижения мирового господства, уничтожения христианства и ликвидации национальных государств. Такие работы отсылали к Апокалипсису или к основным сюжетам эсхатологического мифа. Так, Георгий Бутми заявлял, что цель масонов состоит в построении «царства Змия/Зверя», препятствовать чему может только «самодержавный царь». Православный богослов Александр Бронзов утверждал, что масоны стремятся к установлению «господства антихриста» как «всемирное владычество еврейства». Однако эти авторы писали, что не имели возможности доказать свои идеи с опорой на документы и опирались на «здравый смысл». Касаясь «тайного еврейского правительства», А. Селянинов говорил: «Мы знаем, что оно не может не существовать». Алексей Шмаков писал, что речь шла о «гипотезе», и добавлял: «мы, думается, были бы вправе, — и помимо новых доказательств, признать неустранимость идеи международного тайного правительства, равно как невозможность допустить пребывание оного где-либо, кроме еврейства». В предвоенные годы большое количество аналогичных обвинений звучало в черносотенной прессе. Однако в дореволюционный период многие известные антисемиты ещё не пользовались «Протоколами». Антимасонская кампания не смогла привлечь широкие массы. Обеспокоенные её размахом лидеры масонов закрыли большинство лож и усилили конспирацию.
В 1906 году графом Владимиром Ламздорфом, царским министром иностранных дел, была подана записка, в которой содержался призыв к совместным действиям России, Германии и Ватикана против «иудео-масонства», революционных групп и Франции, согласно Ламсдорфу находящейся под властью «Всемирного еврейского альянса» и представляющей собой предпочтительный инструмент «для всеобщего торжества антихристианского и антимонархического еврейства». На полях документа император Николай II написал: «Переговоры следует начать незамедлительно. Я полностью разделяю изложенные здесь мнения». Уже находясь под арестом, в марте 1918 года Николай II обратился к книге Нилуса, назвав её «своевременным чтением», однако «Протоколы» он считал фальшивкой.
Жандармы в России верили в угрозу масонских лож для государственной безопасности России и считали реальным «жидомасонский заговор». Найти «масонский заговор» в России полиция не смогла, поэтому поиск был перенесён во Францию.
Всплеск апокалиптики после Октябрьской революции и в годы Гражданской войны охватил не только монархистов, но и более широкие массы. Особый импульс этой тенденции придал расстрел царской семьи, который сторонники эсхатологии восприняли как сознательное уничтожение «удерживающего». Виновными они объявили евреев и масонов, поскольку это отвечало их представлениям о «последних временах». Одни авторы верили в данные идеи, другие манипулировали ими с целью мобилизации контрреволюции.
В 1917 году ряд священников сохранял монархические позиции и отвергал новые реалии как «царство иудейское». Некоторыми из них текущие события воспринимались в апокалипсическом ключе. Епископ Гермоген (Долганёв), который видел в революции «мучительную Голгофу», в 1917 году написал комментарий на «Апокалипсис», в котором описывал время антихриста. Он утверждал, что «еврейские масонские революционеры» «готовят все силы к свержению самодержавия в России, а потом — на весь мир». После Октябрьской революции наблюдалось усиление эсхатологических настроений. 22 января 1918 года ряд священников заявлял, что власть захватили «еврейско-масонские организации», ставящие себе целью расчистить путь антихристу; эти священники и призывали вернуться к монархии. Рост антисемитизма происходил начиная с лета 1917 года. Если в верхах царской России миф о «жидомасонах» не имел популярности, то в годы революции и Гражданской войны он получил большое развитие; даже ряд бывших либералов сдвинулся к черносотенству. Пищу эсхатологическим настроениям давал тот факт, что достаточно высокую долю в высших органах советского государства составляли люди еврейского происхождения. Недруги советской власти эту долю еще больше завышали, создавая миф о «еврейско-большевистской власти». В мае 1919 года на Ставропольском церковном соборе протоиерей Владимир Востоков агитировал против «жидов и масонов», однако этот призыв поддержки не получил. В 1918 году подполковник А. Родионов опубликовал в Новочеркасске брошюру «Сионские протоколы. План завоевания мира жидомасонами». В Белой армии имели распространение различные варианты «Протоколов сионских мудрецов», обычно сокращённые. Период правления генерала Петра Врангеля в Крыму был преимущественно временем антисемистской пропаганды, которая основывалась на «Протоколах». Профессором Малаховым, священником Владимиром Востоковым, журналистами Ножиным и Руадзе, субсидируемыми правительством, продвигалась идея об опасности «Протоколов» и «всемирном жидомасонском заговоре». Однако эта кампания не принесла значительных результатов.
Григорий Бостунич, противник красных, вёл активную антибольшевистскую агитацию в городах, занятых генералами Деникиным и Врангелем. В результате этой деятельности им была усвоена идея заговора евреев, масонов и большевиков и программы последнего, по мнению Бостунича, записанной в «Протоколах». В 1920 году большевики заочно приговорили Бостунича к смерти, но он смог бежать в Болгарию. Он ездил по Югославии и читал лекции о заговоре евреев и масонов для немецким националистов на территориях бывших австрийских провинциях нового государства. Первая книга Бостунич «Франкмасонство и русская революция» вышла в 1922 году в русском издательстве «Новый Сад», между 1923 и 1926 годами выдержки публиковали немецкие националистические и правые журналы. В 1922 году Бостунич эмигрировал в Германию, где также занимался чтением конспирологических лекций, утверждая, что все нежелательные изменения в послевоенном мире являются результатом злобных происков евреев, масонов и большевиков. Он принимал участие в ариософском движении и был очень активен в нацистских кругах. Впоследствии став штандартенфюрером СС, Бостунич много путешествовал по Германии, а позднее и по оккупированным странам, читая лекции о франкмасонах, еврействе и других «врагах нацизма».
В начале 1920-х годов монархист Тальберг писал, что масоны виноваты в подрыве Российской империи. Он утверждал, что в годы войны их агенты проникли в различные российские министерства; они влияли на либеральных чиновников и духовенство, разлагая общество посредством «иудейских» средств печати. Он считал масонами всех видных врагов царизма. По его мнению, программа «Протоколов» успешно воплощается в жизнь.
Сторонником идеи был Йорг Ланц фон Либенфельс, один из основателей эзотерического расистского учения ариософии. Поражение в Первой мировой войне и распад империи Габсбургов подтверждало его уверенность в существовании злобного заговора, ответственного за разрушение исторических и политических структур и уничтожение элиты. С этого периода антисемитизм и вера в союз евреев, большевиков и масонов характеризовали его «арио-христианскую» идеологию.
В 1920 году французский монсеньор Эрнст Жуэн выпустил в Париже первое отдельное издание «Протоколов»: «Иудео-масонская опасность», том первый: «Протоколы сионских мудрецов».

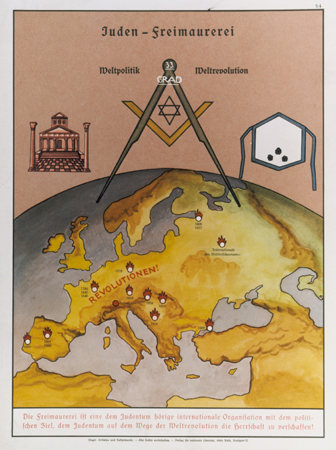
Плакат из серии «Теория наследственности и расовая гигиена» (Штутгарт, около 1935). Изображены символы масонства, иудаизма и европейских революций

Карл Мария Вилигут, ариософ, и будущий духовный наставник рейхсфюрера СС Генриха Гиммлера и бригадефюрер СС, ещё в начале 1920-х годов начал убеждаться, что он является жертвой многовекового преследования его рода и «воссозданной» им «ирминистской религии». В его представлениях это преследование совпало с заговором лично против него католической церкви, евреев и франкмасонов, которых он обвинял также в проигранной Первой мировой войне и развале империи. После того, как бывший сослуживец не вернул ему долг, Вилигут утверждал, что этот человек также является агентом всемирного заговора против него. С целью обнародовать свои идеи среди других националистов новой социалистической австрийской республики, Вилигут основал антисемитскую лигу в Зальцбурге и приступил к выпуску газеты «Железная метла», на страницах которой яростно высказывал обвинения в адрес евреев и франкмасонов.
Нацизм в качестве опоры использовал сильные образы, призванные облегчить беспокойство, ощущение поражения и деморализации в межвоенной немецкой среде. Согласно идеологии нацизма, само существование немецкой нации и Германии поставлено под угрозу заговором евреев и их сообщников, включая социалистов, «ноябрьских преступников» (те, кто подписал «позорный» мир 1918 года), большевиков, франкмасонов и современных художников. Предполагалось, что лишь тотальное уничтожение евреев способно спасти немцев. Идеи заговора и «золотого века» были возрождены после экономического краха и депрессии в 1930—1933 годов.
Мигель Серрано, отставной чилийский дипломат и создатель эзотерического гитлеризма, писал, что высшая раса «арийцев»-гиперборейцев, ведёт изнурительную борьбу с Демиургом (Яхве), «хозяином сего мира», несущим лишь разложение. На стороне Демиурга выступила сотворённая им «антираса» (биороботы) — евреями, плетущие заговор против гиперборейцев. Орудиями заговора являются христианство и масонство, которые сознательно исказили исконные «арийские» знания. Серрано утверждал, что именно против христианства и масонства боролись сначала рыцари-тамплиеры, а позднее эсэсовцы, чтобы спасти мир от деволюции.
Востоковед и один из основателей русского неоязычества Валерий Емельянов, являясь в начале 1970-х годов лектором Московского горкома партии, призывал к «разоблачению» «жидомасонского заговора» в духе «Протоколов сионских мудрецов». Только после официального протеста, который был заявлен американским сенатором Джейкобом Джавицем советскому послу в США Анатолию Добрынину в 1973 году, эти лекции были прекращены. В 1977 году Емельянов направил в ЦК КПСС докладную записку относительно «всемирного заговора», в которой «разоблачал» «международную иудео-масонскую пирамиду». В 1970-х годах Емельянов написал книгу «Десионизация». Со момента появления евреев стержнем мировой истории, по Емельянову, стала смертельная схватка «сионистов» (евреев) и «масонов» с остальным человечеством во главе с «арийцами» в борьбе за мировое господство. План этой борьбы якобы был разработан ещё царём еврейским Соломоном. Емельянов утверждал, что иудаизм требует человеческих жертвоприношений. Своей целью Емельянов ставил разоблачение замыслов «сионистско-масонского концерна», якобы замышлявшего создание всемирного государства к 2000 году. Мощным орудием в руках «сионизма» служит христианство, по Емельянову, созданное иудеями специально с целью порабощения остальных народов. Иисус у Емельянова был одновременно «обычным иудейским расистом» и «масоном», а князь Владимир Святославич наделялся еврейской кровью. Лишь «арийский» мир во главе с Россией был способен дать отпор «сионизму». Семён Резник писал, что в 1975 году Емельянову удалось добиться ликвидации масонской символики с посвящённой декабристам выставки. Участник «русской партии» Сергей Семанов в своем дневнике отмечал, что в 1977 году Емельянов направил в ЦК КПСС письмо с протестом против присутствия на выпущенном в оборот юбилейном рубле масонской символики, которую образовывали три перекрещивающихся орбиты спутников. У Емельянова состоялась беседа с секретарем по идеологии Михаилом Зимяниным, в результате чего решением Политбюро ЦК КПСС выпуск монет изъяли из обращения и отправили в переплавку. Емельянов был членом националистического общества «Память», а в конце 1987 году основал свой «Всемирный антисионистский и антимасонский фронт (ВАСАМФ) „Память“», конечной задачей которого было установление во всех странах мира «антисионистской и антимасонской диктатуры».
С 1980-х годов в кругах русских националистов и православных традиционалистов евреи (более или менее прямо называемые) считаются как основными виновниками убийств, связанных с большевистской революцией, Октябрьская революция рассматривается как результат «жидомасонского заговора». Известный «борец с русофобией» математик Игорь Шафаревич, благодаря которому понятие «русофобия», направленное преимущественно против евреев, особенно против еврейских интеллектуалов, получило распространение, стал выразителем русского националистического течения, объясняющего все проблемы русской родины заговором, который замышляют главным образом «жидомасоны». Антиеврейские шаблоны, взятые без изменений из антииудео-масонской литературы, использовались националистическим обществом «Память».
В походной песне неофашистской организации «Русское национальное единство», руководителем которой являлся бывший член общества «Память» Александр Баркашов, присутствовал призыв: «Смерть псам-космополитам, Смерть жидомасонам!».
В России в среде радикальных националистов слово «масоны» может служить эвфемизмом для обозначения евреев. Многие национал-патриоты, стремясь к сплочению русского народа, готовы отказаться от нападок друг на друга, основанных на религиозных различиях, поскольку борьба с «жидомасонским заговором» представляется им намного важнее.
Возвращение православия в общественный дискурс и включение в него национал-патриотов сопровождались ростом популярности эсхатологии, которая помогала осознать кризисные явления и выработать собственное понимание места России в мире. Применяется традиционалистская концепция инволюции, согласно который происходит неизбежное движение мира от золотого века к упадку и разложению, что в рамках христианской эсхатологии объясняется действием «сатанинских сил», освобождающих путь антихристу. Этим силам способен противостоять только «удерживающий», поэтому главный конфликт в мире происходит между ним и «силами зла». Новозаветный миф отождествляет последних с иудеями, что закрепила длительная богословская традиция, которая служит опорой национал-патриотам. Они стремятся найти знаки приближения антихриста почти в любой деятельности тех, кого они называют иудеями, евреями, сионистами, масонами. В число этих врагов включаются католики и протестанты, которые, согласно православным национал-патриотам, слепо следуют за иудеями в исполнении их планов. Советская борьба с «международным сионизмом» у новых православных сменилась на борьбу с «талмудистами» и «масонами», которые расчищают путь антихристу. С этих позиций Россия изображается последним оплотом «истинного христианства» и «удерживающим». Однако Россия, таким образом, стала пониматься как главная цель «сатанинских сил», что и создавало основу для параноидальных чувств национал-патриотов, ведущих к крайним формам ксенофобии, включая антизападничество.
Идею «жидомасонского заговора» передаёт антология «Россия перед Вторым пришествием» (несколько изданий с 1993), составленная православным монархистом Сергеем Фоминым, наиболее популярное православное издание, посвящённое эсхатологическим ожиданиям. Фомин был сторонником идей Сергея Нилуса. Как и последний, он разделял подлинность «Протоколов сионских мудрецов». Так, там содержалось заявление русских священников, сделанное в 1918 году о том, что после революции Россия была подчинена «еврейско-масонским организациям», которые готовили приход «антихриста в виде интернационального царя». Главными врагами России и православной церкви названы «жиды и масоны» и Запад в целом. Французская революция и более поздние революционные события в Европе рассматривались как дело «масонов и жидов».
Экономист Олег Платонов в многотомных работах стремился найти «свидетельства» о «жидомасонском заговоре», который стремится к мировому господству. Он утверждает, что «только опираясь на Новый Завет… можно победить иудаизм и масонство». Этой теме он посвятил ряд книг, изданных в серии «Терновый венец России», где изложены представления об истории и современном мире, популярные в среде православных монархистов. Платонов считает себя продолжателем дела митрополита Иоанна (Снычева), по его словам, рассказавшего ему о «богоборчестве иудеев» и «вредоносности Талмуда». Митрополит поддержал его борьбу с «тайной беззакония» и дал благословение на продолжение исследований «тайных сил иудаизма, масонства и сатанизма». В издании «Святая Русь. Большая энциклопедия Русского Народа» Платонов писал о «ритуальных убийствах», осуществлявшихся «тайной иудейской сектой». Негативно характеризуется Запад, поскольку он покорился «талмудической иудейской идеологии».
Основная идея пятого тома серии «Терновый венец России» под названием «Тайна беззакония: иудаизм и масонство против Христианской цивилизации», написанного в 1995—1998 годах, заключается в анализе борьбы антихриста и Христа, следуя указаниям митрополита Иоанна (Снычёва), который усматривал в этом подлинную причину «антагонизма Запада и России». Этот подход сводит историю человечества к борьбе иудаизма и христианства. Запад уже покорился иудаизму, тогда как истинное христианство хранит лишь русское православие, в чём заключена причина несовместимости «русской цивилизации» с «западной» — «иудейско-масонской», которая является «воплощением Сатаны». В наши дни человечество вступило на последнюю ступень земного существования, далее последует предсказанный Писанием приход антихриста. Платонов исходит из идеи инволюции и определяет современность как «мировую духовную катастрофу» человечества, оставившую в прошлом «золотой век». Люди оказались недостойны спасительной жертвы Христа. Мир вступил в эпоху апостасии и события, которые предсказал Иоанн Богослов, вскоре свершатся. Вокруг наблюдается лишь буйство «сатанинских сил» и «тайна беззакония». Только «удерживающий» в лице России, возглавляемой православным монархом до времени мешал проходу «сил зла».
Монархический публицист Михаил Назаров («„Тайна беззакония“ в действии, или Россия для нерусских») изображал Запад как «апостасийную цивилизацию», а «тайну беззакония» связывал с «западными еврейскими и масонскими кругами». Советский период он воспринимал как «открытый удар сатанинского наступления», «репетицию апокалипсиса». Своей задачей Назаров считал спасение России и сопротивление «силам зла» по всему миру. Сутью современности Назаров называл противостояние «Нового мирового порядка» и «Русской идеи». Первую он считал «царством антихриста», вторая была для него связана с «удерживающей монархией». Согласно Назарову апокалипсическое время началось казнью Христа, которая положила начало апостасии. Иудаизм и масонство для него были связаны с «сатанизмом». Евреев он считал «жертвой сатаны». Они были соблазнены еретическим «хилиазмом», поскольку они стремятся создать «царство Божие» на Земле и покорить себе мир. Это делает евреев «оплотом тайны беззакония и готовящегося ею царства антихриста». Российскую империю Назаров называл максимальным земным воплощением Божественного Закона, а американскую империю — максимальным воплощением «тайны беззакония» в виде такой материалистической идеологии, какой дьявол безуспешно соблазнял Христа в пустыне. Он требовал, чтобы в Конституции РФ подчёркивалось место православной России как «удерживающего». Назаров писал о необходимости воссоздания Российской империи при православной монархии и православной идеологии. На переходный период для России, по его мнению, необходим вождь, которого изберут «лучшие люди» на базе «корпоративного принципа организации общества». Идеал этого устройства Назаров находил в фашистских режимах 1930-х годов, в первую очередь, итальянском, которым была присуща описанная им организация. Он хотел донести эту идею до будущего «вождя Третьего Рима», от которого требовалось установить автаркию, оградив Россию от «внешнего зла» и «тайны беззакония». Назаров рекомендовал возврат к тоталитарному режиму при жестком государственном контроле и мобилизационной экономике, но на базе православия. Он игнорировал «всемирную миссию» и изображал для России националистическое устройство, основанное национально-пропорциональном представительстве, которое предполагает дискриминацию по этническому признаку.
В начале 2000-х годов в газете «Земщина» регулярно публиковалась хроника крестных ходов и молитвенных стояний, на которых вспоминались русские цари как «удерживающие» и подвергалась проклятию «тайна беззакония», отождествляемая с деятельностью евреев и масонов. Такая память культивируется «Союзом православных хоругвеносцев» и Союзом «Христианское Возрождение». Их самодеятельные молитвы о восстановлении самодержавия включают мотив «ритуального убийства».
Ультранационалистическая газета «Русский вестник» (2001) в связи с вопросом казни царской семьи стремилась доказать, что русский народ любил царя, не изменял ему и не ответственен за его гибель. «…сам народ оказался на голгофе насилия иудо-масонской власти», а царя свергла «иудо-масонская закулиса». Газетой ежегодно в июле отмечался юбилей трагической гибели царской семьи, его убийство безоговорочно называлось «ритуальным».
В 2002 году вышла антология «Тайна беззакония в исторических судьбах России», составителями которой были ультраправые деятели Юрий Бегунов, А. Д. Степанов и Константин Душенов. Книга включала, в частности, переиздание книги Нилуса «Близ есть, при дверехъ», куда входит полный текст «Протоколов», а также шесть наиболее известных публицистических работ Иоанна (Снычёва), в том числе статьи «Тайна беззакония» и «Творцы катаклизмов». Во вступительной статье к антологии Бегунов утверждал, что «Протоколы» являются подлинным документом, который был составлен в «еврейско-масонской ложе Мемфис-Мизраим». Статья оканчивалась предупреждением, что враг рода человеческого готовит «Новый мировой порядок», возглавляемый антихристом, и поэтому всем рекомендуются к прочтению работы Нилуса.
Тема «жидомасонского заговора», включая обвинения «иудомасонов» в ритуальных убийствах и использовании крови младенцев, популярна в идейных направлениях, связанных с «арийской» идеей, в том числе в славянском неоязычестве.
О «жидомасонском заговоре» писал сторонник «арийской» идеи художник Илья Глазунов. Юрий Никитин, автор славянского фэнтези, писал о «жидомасонском заговоре», который своими корнями уходит к началу времён и ставит целью установить власть избранных Мудрецов над миром. Иудейский бог изображён жаждущим кровавые человеческие жертвы и стремящимся к уничтожению славян, и иудеи приносят ему в жертву славян. Происходит мировая борьба сил света и сил тьмы, представленных славянами и иудеями соответственно. Христианство уничтожило исконную веру предков, её волхвов и древнюю славянскую письменность. Автор повторяет неоязыческую мифологему, что князь Владимир Святославич, выполняя заказ «жидомасонов», оплёл Русь христианской сетью и превратил русичей в рабов. Отсылки к «жидомасонскому заговору» содержатся в творчестве писателя-фантаста Василия Головачёва, согласно которому на службе у еврейских сатанинских сил стоят масонские ложи и христианская церковь; утверждается, что ритуалы этих тёмных сил требовали использования крови. Александр Хиневич, основатель инглиизма, одного из направлений славянского неоязычества, видел в христианстве продукт «жидомасонского заговора», который ставит своей целью привести славян к вырождению. Неоязыческий деятель Виктор Кандыба («пророк» Канди) антисемитизм, исходящий из идеи «жидомасонского заговора», и, чтобы лишний раз подчеркнуть тесное родство своего учения с версией «Протоколов сионских мудрецов», Кандыба делает царя Соломона основоположником масонства. Его соавтор Пётр Золин уверял читателя в наличии «жидомасонского заговора», поскольку, согласно Золину, даже если «Протоколы» и являются фальшивкой, их предвидения реализуются с высокой точностью. Считавший себя православным писатель-фантаст Юрий Петухов объединял концепцию «жидомасонского заговора» с идеей «славян-ариев».
Украинский политэкономист Юрий Каныгин писал о «жидомасонах», стремящихся к мировому господству, и утверждал, что в иудейском Второзаконии присутствует программа будущих большевизма и гитлеризма.
Влияние европейской антииудео-масонской литературы прослеживается в арабском антисемитизме. Так, ливанский шиит Мухаммад Хусейн Фадлалла, основатель движения «Хезболла», в 1980-е годы утверждал, что франкмасоны «тесно связаны с колониализмом и мировым сионизмом», а доктрина и символы франкмасонства «связаны с иудаизмом».

## Критика
Историк и политолог Вальтер Лакер отмечает многочисленные искажения, логические и фактические нестыковки этой теории. При этом он отмечает, что сторонники таких теорий — «люди веры, рациональные дискуссии с ними бессмысленны: они не воспринимают критический анализ и возражения».
Психиатр Михаил Буянов считал, что существует «масонофобия» — род идеологического сумасшествия, для которого характерны разнообразные страхи и крайняя подозрительность как при паранойе, однако оказание помощи такому больному невозможно.

## В произведениях искусства
Теория жидомасонского заговора неоднократно обыгрывалась в художественной литературе, например, в произведениях Умберто Эко, Дмитрия Быкова и др.
Два романа Умберто Эко касаются данной темы: «Маятник Фуко», где идея жидомасонского заговора является одной из конспирологических линий, хоть и не определяющей; и «Пражское кладбище», который напрямую посвящён «Протоколам сионских мудрецов» и жидомасонскому заговору.